# Katalonci
Katalonci (katalonski, francuski i okcitanski: catalans, sardinski: cadelanos, španjolski: catalanes, talijanski: catalani) romanska su etnička skupina Službeno, pojmom „Katalonci” označavaju se stanovnici Katalonije, autonomne zajednice u Španjolskoj te stanovnike povijesne regije Roussillon u južnoj Francuskoj, danas departman Pyrénées-Orientales. Roussillon je još poznat i pod nazivom Sjeverna Katalonija i francuskim nazivom Pays Catalan.
Neki autori koriste pojam „Katalonci” kako bi označili sve ljude koji dolaze s područja na kojima se govori katalonski jezik, tj. područje koje obuhvaća Kataloniju, Andoru, Valencijsku Zajednicu, Balearske otoke, La Franju, Roussillon i grad Alghero na Sardiniji.

## Vanjske poveznice
- Katalonci Hrvatska enciklopedija
- Katalonci, Proleksis enciklopedija
- US Library of Congress Country Studies: The Catalans
- Catalans, World Culture Encyclopedia
- Ethnologue for Catalan language
- Lletra. Catalan Literature Online  Arhivirana inačica izvorne stranice od 6. lipnja 2014. (Wayback Machine)
- Catalans in France
- Catalan Resources
- Catalan Identity
- Museum of the History of Catalonia
- Catalanism
- Catalan Dancing
- The Spirit of Catalonia. 1946 book by Oxford Professor Dr. Josep Trueta
- Catalan Festivals and Traditions